# Ivry-en-Montagne
Ivry-en-Montagne és un municipi francès, situat al departament de la Costa d'Or i a la regió de Borgonya - Franc Comtat. L'any 2007 tenia 190 habitants.

## Demografia

### Població
El 2007 la població de fet d'Ivry-en-Montagne era de 190 persones. Hi havia 80 famílies, de les quals 32 eren unipersonals (20 homes vivint sols i 12 dones vivint soles), 28 parelles sense fills i 20 parelles amb fills.
La població ha evolucionat segons el següent gràfic:
Habitants censats

### Habitatges
El 2007 hi havia 113 habitatges, 85 eren l'habitatge principal de la família, 10 eren segones residències i 18 estaven desocupats. 110 eren cases i 3 eren apartaments. Dels 85 habitatges principals, 71 estaven ocupats pels seus propietaris, 11 estaven llogats i ocupats pels llogaters i 3 estaven cedits a títol gratuït; 1 tenia una cambra, 4 en tenien dues, 16 en tenien tres, 24 en tenien quatre i 40 en tenien cinc o més. 52 habitatges disposaven pel capbaix d'una plaça de pàrquing. A 37 habitatges hi havia un automòbil i a 36 n'hi havia dos o més.

### Piràmide de població
La piràmide de població per edats i sexe el 2009 era:
| Homes | Edats   | Dones |
| ----- | ------- | ----- |
| 0     | 95 o +  | 0     |
| 0     | 90 a 94 | 0     |
| 0     | 85 a 89 | 0     |
| 8     | 80 a 84 | 4     |
| 0     | 75 a 79 | 0     |
| 12    | 70 a 74 | 12    |
| 8     | 65 a 69 | 0     |
| 0     | 60 a 64 | 4     |
| 12    | 55 a 59 | 8     |
| 4     | 50 a 54 | 12    |
| 4     | 45 a 49 | 4     |
| 4     | 40 a 44 | 8     |
| 0     | 35 a 39 | 12    |
| 4     | 30 a 34 | 4     |
| 0     | 25 a 29 | 0     |
| 12    | 20 a 24 | 4     |
| 8     | 15 a 19 | 20    |
| 8     | 10 a 14 | 0     |
| 0     | 5 a 9   | 12    |
| 0     | 0 a 4   | 0     |

## Economia
El 2007 la població en edat de treballar era de 111 persones, 70 eren actives i 41 eren inactives. De les 70 persones actives 62 estaven ocupades (33 homes i 29 dones) i 8 estaven aturades (1 home i 7 dones). De les 41 persones inactives 16 estaven jubilades, 8 estaven estudiant i 17 estaven classificades com a «altres inactius».

### Ingressos
El 2009 a Ivry-en-Montagne hi havia 83 unitats fiscals que integraven 179 persones, la mediana anual d'ingressos fiscals per persona era de 14.117 €.

### Activitats econòmiques
Dels 11 establiments que hi havia el 2007, 2 eren d'empreses extractives, 1 d'una empresa alimentària, 2 d'empreses de fabricació d'altres productes industrials, 1 d'una empresa de comerç i reparació d'automòbils, 1 d'una empresa d'informació i comunicació, 2 d'empreses de serveis, 1 d'una entitat de l'administració pública i 1 d'una empresa classificada com a «altres activitats de serveis».
L'únic servei als particulars que hi havia el 2009 era un taller de reparació d'automòbils i de material agrícola.
L'any 2000 a Ivry-en-Montagne hi havia 4 explotacions agrícoles que ocupaven un total de 548 hectàrees.

## Equipaments sanitaris i escolars
El 2009 hi havia una escola elemental integrada dins d'un grup escolar amb les comunes properes formant una escola dispersa.

## Poblacions més properes
El següent diagrama mostra les poblacions més properes.